# Jenna McCorkell
Jenna McCorkell (née le 15 septembre 1986 à Coleraine en Irlande du Nord), est une patineuse artistique britannique. Elle est 11 fois championne de Grande-Bretagne (2003-2004-2005-2007-2008-2009-2010-2011-2012-2013-2014), ce qui constitue le record pour son pays pour la catégorie féminine, à égalité avec Jack Page dans les années 1920/1930 dans la catégorie masculine.
Elle s'est mariée le 17 mai 2008 avec le patineur belge Kevin Van Der Perren.

## Biographie

### Carrière sportive
Jenna McCorkell est la patineuse individuelle nord-irlandaise qui a connu le plus de succès. Elle a commencé à patiner à l'âge de sept ans dans le "Jet Centre" de sa ville natale de Coleraine, et devient à dix ans la plus jeune patineuse de l'équipe nationale britannique. En 2002, alors qu'elle n'a que quatorze ans, elle est la première patineuse irlandaise à participer aux championnats du monde junior.
Dès la saison 2002/2003, Jenna McCorkell remporte son premier titre de championne de Grande-Bretagne. À ce jour, elle a gagné dix titres nationaux, ce qui constitue le record pour son pays dans la catégorie féminine. Elle participe également dès 2003 aux championnats d'Europe et du monde. Son meilleur classement européen est une 8e place lors des championnats de 2008 à Zagreb ; et ses meilleurs résultats mondiaux sont deux 14e places aux championnats de 2010 à Turin et de 2012 à Nice.
Elle a participé une fois aux Jeux olympiques d'hiver lors des Jeux de 2010 à Vancouver où elle s'est classée 29e à l'issue du programme court, ce qui ne lui a pas permis de patiner son programme long.
En décembre 2007, Jenna McCorkell participe à un spectacle sur glace à Belfast, après plus de sept ans sans avoir patiné en Irlande-du-Nord.

## Palmarès
| Compétition/Saison                  | 1999    | 2000    | 2001    | 2002    | 2003    | 2004    | 2005    | 2006    | 2007    | 2008    | 2009    | 2010    | 2011    | 2012    | 2013    | 2014    |
| Jeux olympiques d'hiver             |         |         |         |         |         |         |         |         |         |         |         | 29e     |         |         |         | 25e     |
| Championnats du monde               |         |         |         |         | 21e     | 24e     | 22e     | F       | F       | 25e     | 20e     | 14e     | 24e     | 14e     | 20e     | A       |
| Championnats d'Europe               |         |         |         |         | 19e     | 14e     | 16e     | F       | 15e     | 8e      | 9e      | 14e     | 14e     | 18e     | 21e     | 24e     |
| Championnats de Grande-Bretagne     | 20e     | 11e     |         |         | 1re     | 1re     | 1re     | F       | 1re     | 1re     | 1re     | 1re     | 1re     | 1re     | 1re     | 1re     |
| Championnats du monde juniors       |         |         |         | 12e     | 11e     | 13e     |         |         |         |         |         |         |         |         |         |         |
|                                     |         |         |         |         |         |         |         |         |         |         |         |         |         |         |         |         |
| Grand Prix ISU                      | 1998/99 | 1999/00 | 2000/01 | 2001/02 | 2002/03 | 2003/04 | 2004/05 | 2005/06 | 2006/07 | 2007/08 | 2008/09 | 2009/10 | 2010/11 | 2011/12 | 2012/13 | 2013/14 |
| Skate America                       |         |         |         |         |         |         |         |         |         |         |         |         | 10e     |         |         |         |
| Skate Canada                        |         |         |         |         |         |         | 8e      |         |         |         | 7e      | 10e     |         |         |         |         |
| Coupe de Chine                      |         |         |         |         |         |         | 6e      |         |         |         |         |         |         |         |         |         |
| Trophée de France                   |         |         |         |         |         |         |         |         |         |         |         |         |         |         | 8e      |         |
| Coupe de Russie                     |         |         |         |         |         |         |         |         |         |         |         | 8e      |         |         |         |         |
| Trophée NHK                         |         |         |         |         |         |         |         |         | 11e     |         |         |         | 11e     |         |         |         |
| Légende : F = Forfait ; A = Abandon |         |         |         |         |         |         |         |         |         |         |         |         |         |         |         |         |

## Musiques
- Saison 2008-2009 :

Programme court : Harem (Sarah Brightman)
Programme libre : Journey of Man & sélection de musiques (Cirque du Soleil)
- Saison 2009-2010 :

Programme court : Danse macabre (de Franz Liszt, version de Maksim Mrvica)
Programme libre : Voice of The Violin (Joshua Bell) et Allegro from Music for Strings (April G. Faure)

## Galerie d'images

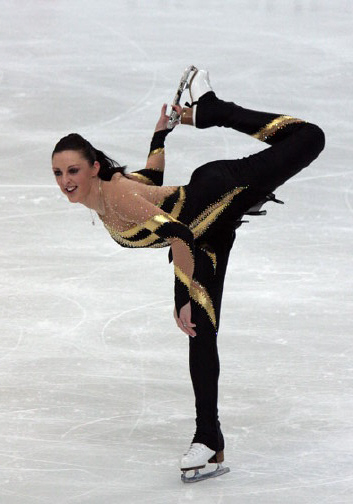
Championnats d'Europe 2009
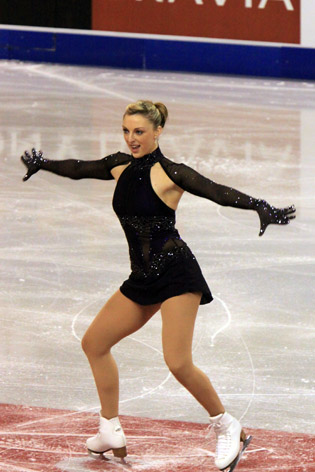
Skate Canada 2009
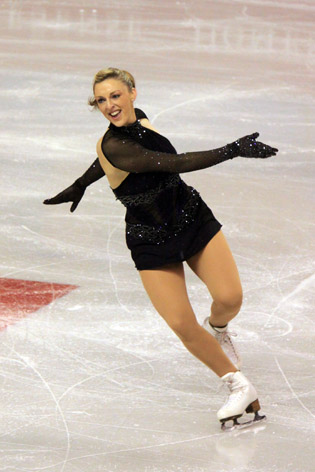
Skate Canada 2009